# Brahea
Brahea ist eine Pflanzengattung innerhalb der Familie der Palmengewächse (Arecaceae). Die etwa elf Arten von Baja California über weite Teile Mexikos bis Zentralamerika verbreitet und eine davon kommt auf der Insel Guadalupe vor.

## Beschreibung

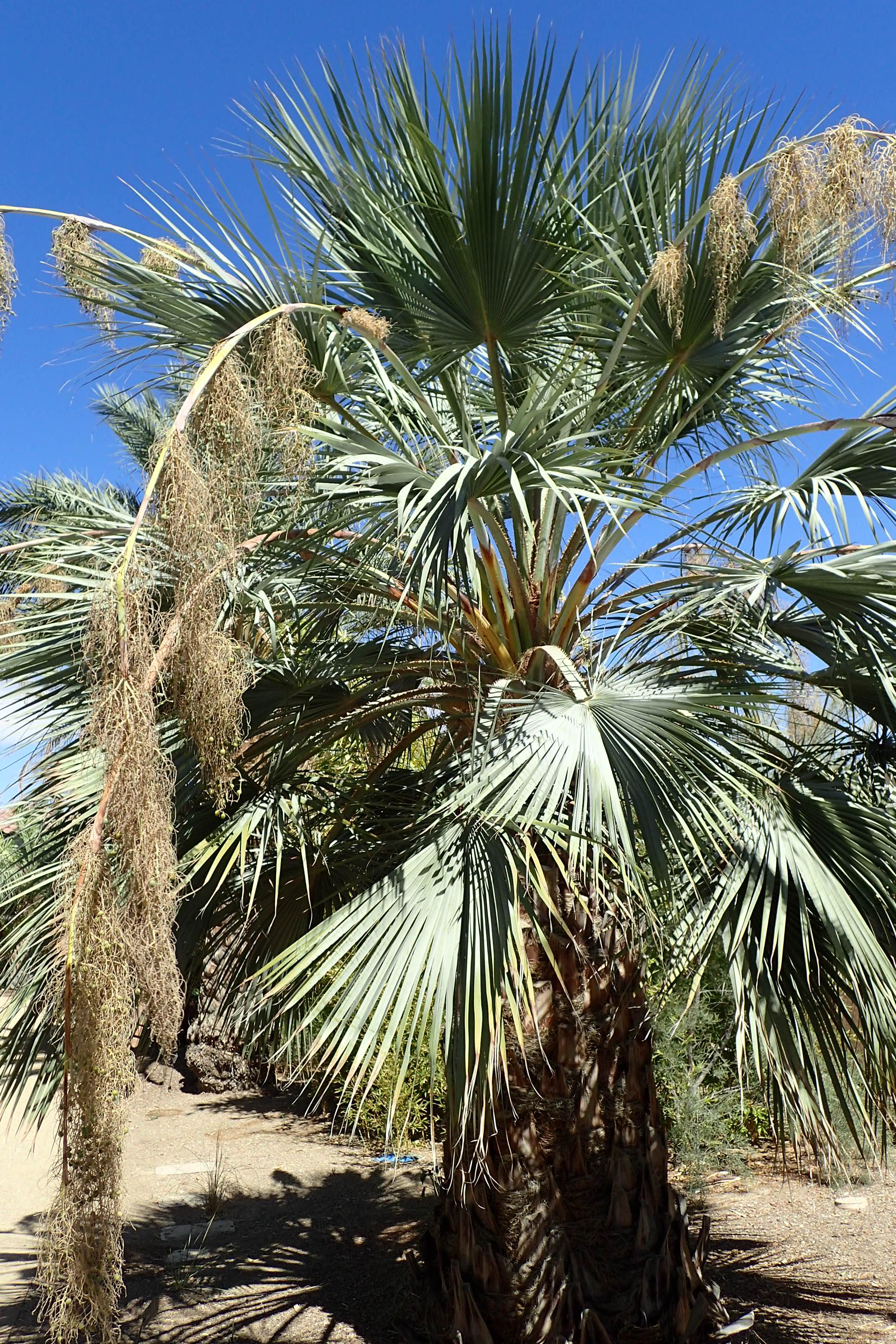
Blaue Hesperidenpalme (Brahea armata) mit Fruchtständen

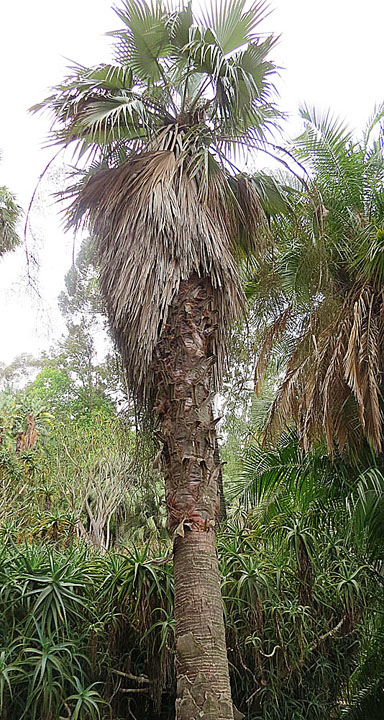
Habitus von Brahea calcarea

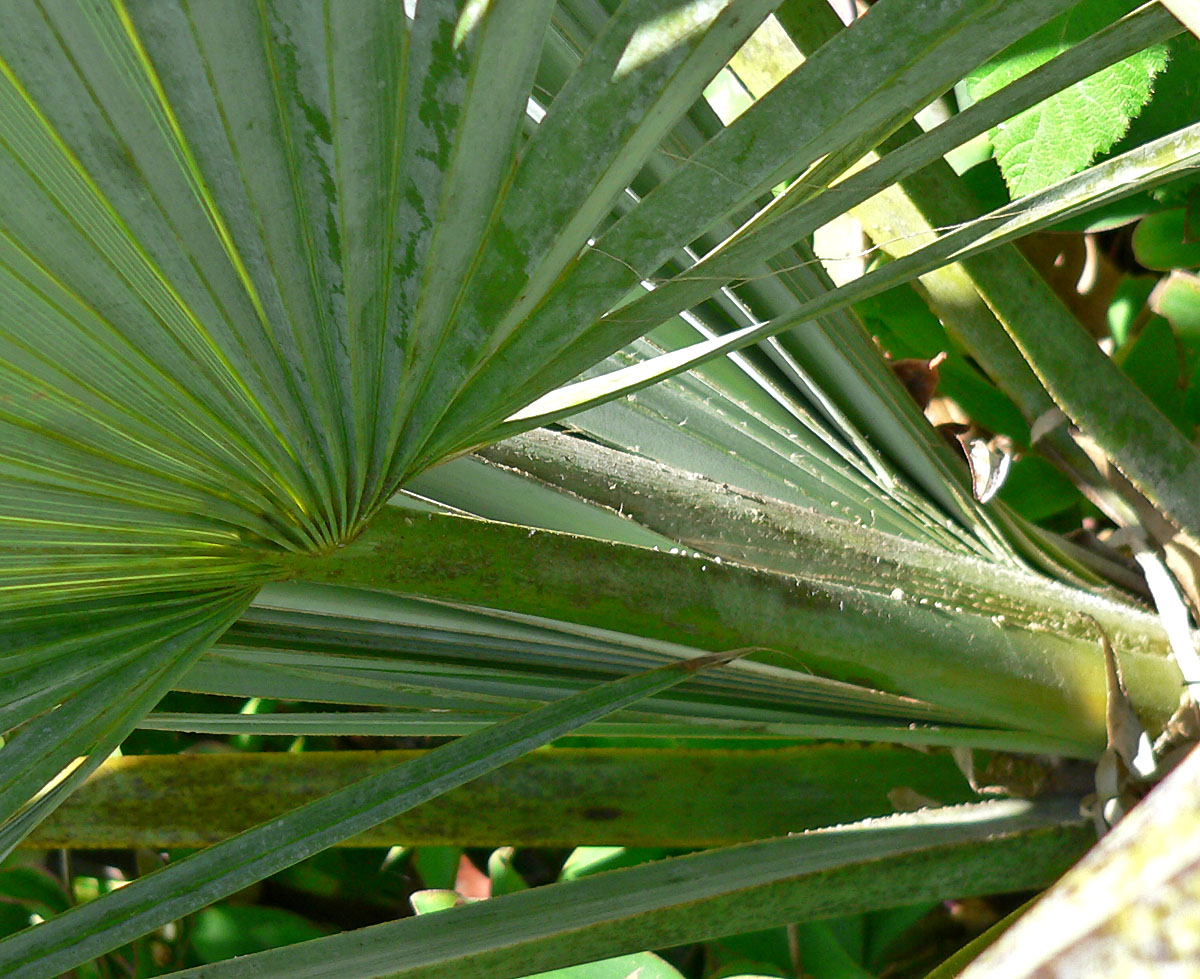
Blatt von Brahea decumbens, Detail

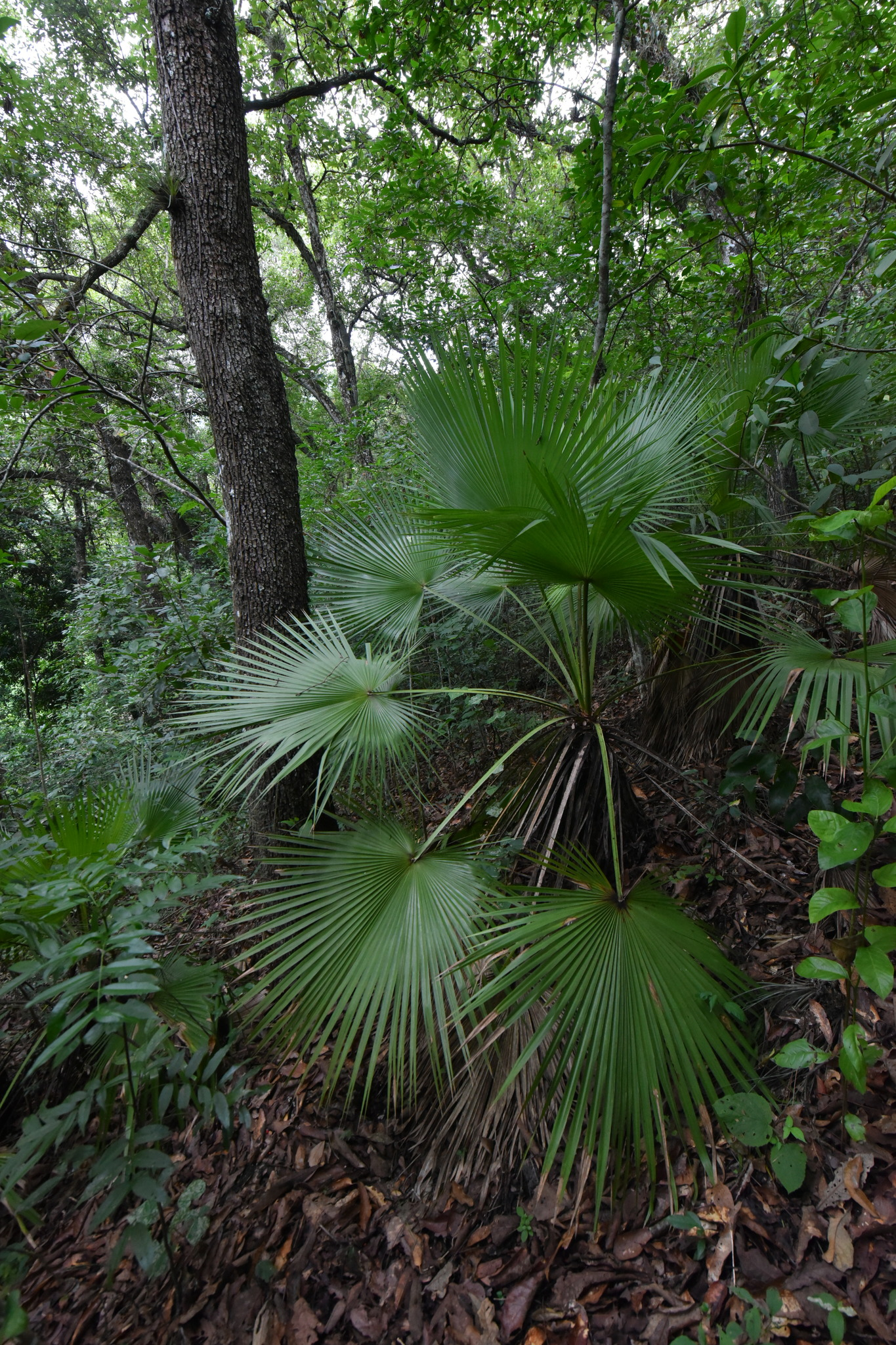
Brahea dulcis

### Erscheinungsbild
Brahea-Arten sind meist solitär wachsende, selten horstbildende, mäßig große, bewehrte oder unbewehrte Fächerpalmen. Der Stamm ist mit den ausdauernden Blattscheiden bedeckt und wird erst im Alter kahl.

### Blätter
Die Blätter sind induplicat gefaltet, kurz costapalmat und verbleiben nach dem Absterben an der Pflanze (Marzeszenz). Die Blattscheide wird faserig, ist ausdauernd und kann basal aufreißen. Der Blattstiel ist lang oder kurz, an der Oberseite konkav, abgeflacht oder gefurcht, an der Unterseite abgerundet. Die Stielränder sind unbewehrt, oder mit kleinen oder großen Zähnen bewehrt, manchmal flockig behaart. Die adaxiale Hastula ist dreieckig bis unregelmäßig, dünn, häutig, faserig und manchmal groß. Die abaxiale Hastula ist entweder ein schmaler erhabener Rücken oder kaum entwickelt.
Die Blattspreite ist annähernd kreisrund und regelmäßig bis zur Mitte oder darüber in einfach gefaltete, steife oder biegsame Segmente geteilt. Die Segmente sind am Ende tief zweiteilig (bifid). Häufig sind Filamente zwischen den Falten vorhanden. Die Blattoberflächen sind kahl, wachsig oder mit abfallender, flockiger Behaarung besetzt. Die Mittelrippen treten deutlich vor.

### Blütenstände
Brahea-Arten sind mehrmals blühend.
Die Blütenstände stehen einzeln zwischen den Blättern (interfoliar). Sie sind etwa gleich lang wie oder länger als die Blätter, aufrecht oder gebogen und vierfach verzweigt. Der Blütenstandsstiel ist schlank und kurz bis mittellang. Das Vorblatt ist zweikielig, eng anliegend, röhrig, kahl und abaxial unregelmäßig aufreißend. Es gibt null bis mehrere Hochblätter am Blütenstandsstiel. Sie ähneln dem Vorblatt, sind aber einkielig und kahl oder flockig behaart. Die Blütenstandsachse ist deutlich länger als der Blütenstandsschaft. Die Seitenachsen erster Ordnung stehen in größeren Abständen und besitzen keine Vorblätter. Die nachfolgenden Hochblätter sind dreieckig, häutig und wenig auffallend. Die blütentragenden Achsen (Rachillae) sind zahlreich, stehen gedrängt. Alle Achsen und die Rachillae sind dicht behaart.

### Blüten
Die Blüten sind zwittrig spiralig angeordnet. Sie stehen einzeln oder in Wickeln von zwei bis drei Blüten. Jede steht in der Achsel eines kleinen Hochblattes. Die Knospen sind manchmal bis zur Anthese von Haaren verdeckt. Die drei Kelchblätter sind frei, imbricat und die Ränder sind fein gezähnt. Die drei Kronblätter sind an der Basis zu einer Röhre verwachsen, die so lang ist wie der Kelch. An der adaxialen Seite sind sie flach bis tief gefurcht. Die sechs Staubblätter stehen am Schlund der Krone. Die Filamente sind zu einem sechszipfligen Ring verwachsen. Die Zipfel sind dreieckig und verschmälern sich abrupt zu den Spitzen. Die Staubbeutel sind breit-elliptisch bis länglich, dorsifix, beweglich und latrors. Das Gynoeceum besteht aus drei Fruchtblättern, die im Griffelbereich verwachsen sind. Die Samenanlage sitzt basal, ist aufrecht und anatrop. Der Pollen ist ellipsoidisch und leicht bis stark asymmetrisch. Die Keimöffnung ist ein distaler Sulcus.

### Früchte und Samen
Die Frucht entwickelt sich meist aus nur einem Fruchtblatt. Sie ist kugelig oder eiförmig und zur Reife dunkelblau bis schwarz. Die abortiven Fruchtblätter stehen basal, die Narbenreste stehen apikal. Das Exokarp ist glatt, das Mesokarp ist fleischig, das Endokarp ist krustenartig.
Der Samen setzt basal oder subbasal an und ist kugelig bis ellipsoid. Das Endosperm ist homogen und leicht bis tief eingedrückt durch eine glatte Einstülpung der Samenschale.

### Chromosomensatz
Die Chromosomenzahl beträgt 2n = 36.

## Standorte
Brahea-Arten wachsen über Kalkstein in trockenen Gebieten, meist an Hängen.

## Systematik und Verbreitung
Die Gattung Brahea wurde 1837 durch Carl Friedrich Philipp von Martius in Endlicher: Genera Plantarum, Seite 252 aufgestellt. Typusart ist Brahea dulcis (Kunth) Mart. (= Pritchardia filifera Linden ex André). Der Gattungsname Brahea ehrt den dänischen Astronomen Tycho Brahe (1546–1601).
Die Gattung Brahea gehört zur Tribus Trachycarpeae in der Unterfamilie Coryphoideae innerhalb der Familie Arecaceae. Innerhalb der Tribus kann sie jedoch keiner Subtribus zugeordnet werden.
Die Gattung Brahea kommt in Baja California, auf Guadalupe, in weiten Teilen Mexikos und in Zentralamerika von Guatemala bis Nicaragua vor.
In der Gattung Brahea gibt seit 2000 etwa elf Arten:
- Brahea aculeata (Brandegee) H.E.Moore: Sie kommt im nördlichen Mexiko vor.[3]
- Brahea armata S.Watson: Sie kommt in den nördlichen mexikanischen Bundesstaaten[3] Baja California und Sonora vor.
- Brahea brandegeei (Purpus) H.E.Moore: Sie kommt in den nördlichen mexikanischen Bundesstaaten[3] Baja California und Sonora vor.
- Brahea calcarea Liebm.: Sie ist vom westlichen Mexiko bis Guatemala verbreitet.[3]
- Brahea decumbens Rzed.: Sie kommt vom nordöstlichen bis nördlichen-zentralen Mexiko vor.[3]
- Brahea dulcis (Kunth) Mart. (Syn.: Brahea dulcis var. montereyensis Becc., Brahea berlandieri Bartlett, Brahea conzattii Bartlett, Brahea schippii Burret, Brahea frigida Devansaye nom. inval.): Sie ist von Mexiko bis Zentralamerika: Belize, Guatemala, El Salvador, Nicaragua bis Honduras verbreitet.[3]
- Brahea edulis H.Wendl. ex S.Watson: Dieser Endemit kommt nur auf Guadalupe vor.
- Brahea moorei L.H.Bailey ex H.E.Moore: Sie kommt vom nordöstlichen bis nördlichen-zentralen Mexiko vor.[3]
- Brahea pimo Becc.: Sie kommt im südwestlichen Mexiko vor.[3]
- Brahea salvadorensis H.Wendl. ex Becc.: Sie kommt in El Salvador, Honduras und Nicaragua vor.
- Brahea sarukhanii H.J.Quero: Sie wurde 2000 aus den südwestlichen mexikanischen Bundesstaaten Nayarit sowie Jalisco erstbeschrieben.[1][3]

## Nutzung
Die Blätter werden zum Dachdecken verwendet sowie zu Fasern verarbeitet. Die Früchte mancher Arten sind essbar. In trockenen Gebieten werden sie als Zierpflanzen genutzt.

## Belege
- Datenblatt mit Verbreitung, Beschreibung und Arten bei palmweb.org.